# Campo nell'Elba
Campo nell'Elba är en kommun på öarna Elba, Pianosa, Isolotto della Scola och sedan 1927 skäret Scoglio d'Africa i Toskanska arkipelagen. Kommunen ligger i provinsen Livorno i regionen Toscana i Italien och hade 4 840 invånare (2018).